# آنا مارتينيز
آنا مارتينيز (بالإسبانية: Ana Martínez)‏ (8 يناير 1990 بغواتيمالا - ) هي لاعبة كرة قدم غواتيمالية في مركز الهجوم. شاركت مع منتخب غواتيمالا الوطني لكرة القدم للسيدات. أما مع النوادي، فقد لعبت مع Rayo Vallecano Femenino ‏.

## وصلات خارجية
- آنا مارتينيز على موقع بطولة كرة القدم المكسيكية للسيدات (الإسبانية)
- آنا مارتينيز على موقع قاعدة بيانات كرة القدم.إي يو (الإنجليزية)
- آنا مارتينيز على موقع Soccerway.com (الإنجليزية)
- آنا مارتينيز على موقع عالم كرة القدم.نت (الإنجليزية)